# تریسی چپمن
تریسی چپمن (انگلیسی: Tracy Chapman، زادهٔ ۳۰ مارس ۱۹۶۴)؛ خواننده و آهنگ‌ساز آمریکایی است.
او تابحال ۴ بار برنده جایزه گرمی شده و آلبوم‌هایش بارها در جدول‌های فروش به عنوان پلاتینیوم و مولتی پلاتینیوم دست یافته‌اند.

## آلبوم‌ها
| نام آلبوم               | تاریخ پخش       |
| ۱. Tracy Chapman        | ۱۹۸۸            |
| ۲. Crossroads           | سپتامبر ۱۹۸۹    |
| ۳. Matters of the Heart | ۲۸ آوریل ۱۹۹۲   |
| ۴. New Beginning        | ۱۴ نوامبر ۱۹۹۵  |
| ۵. Telling Stories      | ۱۵ فوریه ۲۰۰۰   |
| ۶. Collection           | ۲۵ ژانویه ۲۰۰۱  |
| ۷. Let It Rain          | ۱۵ اکتبر ۲۰۰۲   |
| ۸. Where You Live       | ۱۳ سپتامبر ۲۰۰۵ |
| ۹. Our Bright Future    | ۱۱ نوامبر ۲۰۰۸  |